# Lari White

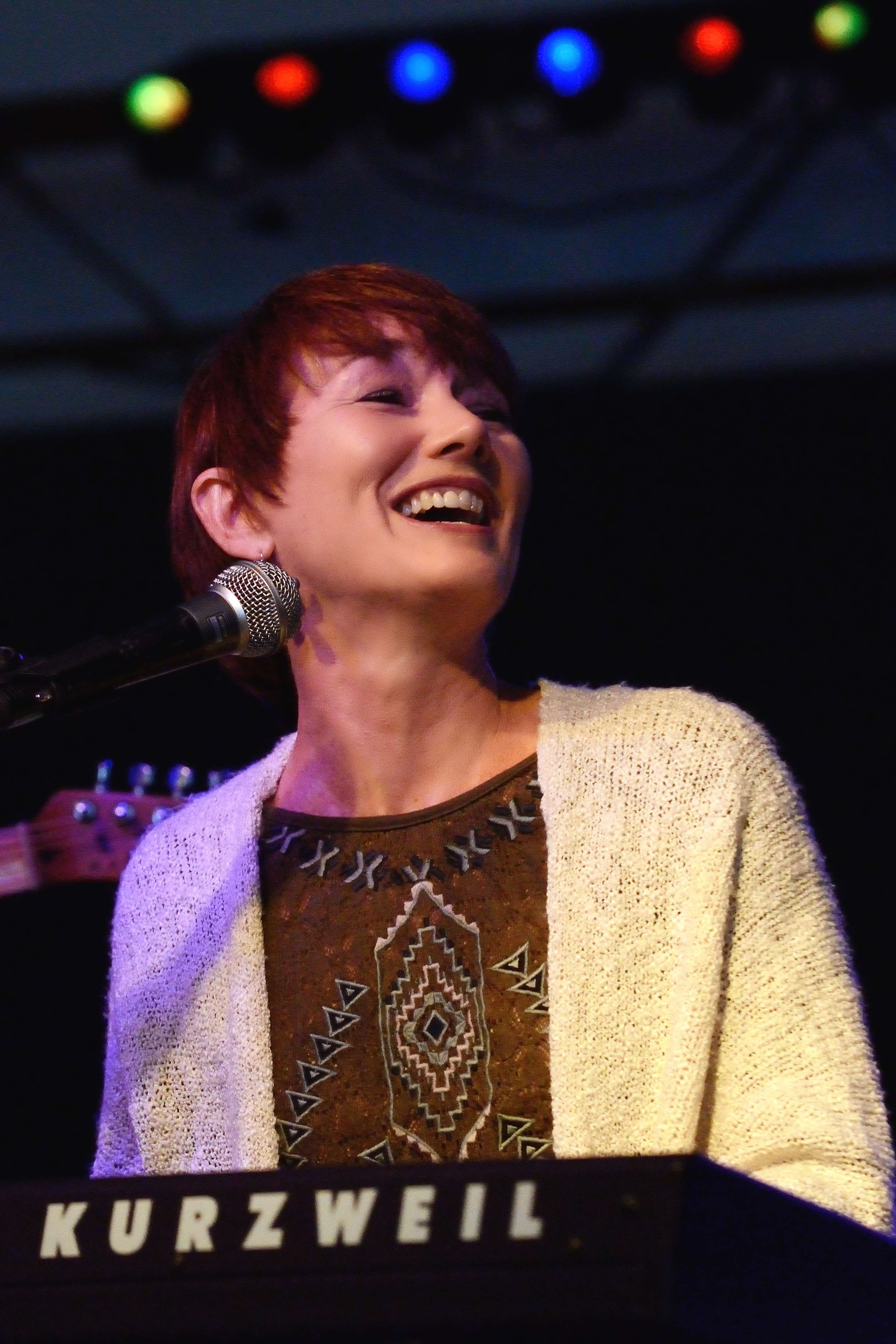
Lari White (2014)

Lari Michele White (* 13. Mai 1965 in Dunedin, Florida; † 23. Januar 2018 in Nashville, Tennessee) war eine US-amerikanische Country-Sängerin, -Songschreiberin und dreifache Grammy-Preisträgerin. Gelegentlich trat sie auch als Schauspielerin und Produzentin in Erscheinung.

## Anfänge
Lari sang bereits als Kind mit Eltern und Geschwistern in der Gospel-Gruppe White Family Singers. Außerdem spielte sie Gitarre und Piano. Auch durch den Verlust eines kleinen Fingers ließ sie sich nicht entmutigen. An der University of Miami studierte sie mit einem Stipendium Musiktechnik. Sie spielte in Bands, arbeitete als Backup-Sängerin und sang Werbe-Jingles.
1988 zog sie nach Nashville, nachdem sie beim lokalen Fernsehsenders TNN (The Nashville Network) den Talentwettbewerb You Can Be A Star gewonnen hatte. Beim Label Capitol wurde eine Single, Flying Above the Rain, produziert, die aber nicht allzu erfolgreich war. Anschließend erhielt sie bei einem Musik-Verlag eine Anstellung als Songwriterin. So nahm unter anderem Tammy Wynette 1990 das von White und Ron Moore geschriebene Lied Where’s The Fire für eines ihrer letzten Alben, Heart Over Mind, auf. Mit regelmäßigen Auftritten versuchte White darüber hinaus in der lokalen Musikszene Fuß zu fassen.

## Karriere
1991 wurde Rodney Crowell auf das Nachwuchstalent aufmerksam und bot ihr eine Stelle als Backup-Sängerin in seiner Band an. Ihre mehrjährige Durststrecke war damit beendet. Crowell vermittelte ihr auch einen Schallplattenvertrag mit RCA und produzierte 1993 ihr erstes Album Lead Me Not. Drei ausgekoppelte Singles schafften es allerdings nur bis in die hinteren Ränge der Top 100. Ihr nächstes Album Wishes war erfolgreicher. Drei daraus ausgekoppelte Singles erreichten die Top Ten der Country-Charts: That’s My Baby, Now I Know (1994) und That’s How You Know (When You’re in Love) (1995). Im Mai 1995 konnte sie für das Album Wishes ihre erste Gold-Auszeichnung in Empfang nehmen.
Ihr drittes Album Don’t Fence With Me konnte den vorherigen Erfolg 1996 trotz eines Top-20-Hits mit Ready, Willing and Able nicht wiederholen. White erhielt zusätzlich negative Publicity, nachdem das Video zur zweiten Single Wild At Heart kurze Zeit nach der Ausstrahlung von Country-Musiksendern wie CMT oder TNN aus dem Programm gestrichen wurde. Das Video präsentierte White in einer Zwangsjacke tanzend, eingeliefert in einer Nervenheilanstalt. Nach der Ausstrahlung hatten sich Menschen mit Nervenleiden und eine Organisation, die sich um deren Belange kümmert, über das Video beschwert.
White verlor in der Folge ihren Plattenvertrag. Zuvor entstand noch das Duett Helping Me Get Over You mit Travis Tritt, das die Top 20 der Country-Charts erreichte. Im selben Jahre spielte sie außerdem mit dem damals noch aktiven American-Football-Spieler Esera Tuaolo die Ballade Another Broken Heart für den Sampler NFL Country ein. RCA veröffentlichte darüber hinaus die Compilation The Best of Lari White, die eine Version von Amazing Grace enthält.
1997 unterzeichnete White als erste Künstlerin einen Vertrag beim neu gegründeten Disney-Label Lyric Street. Ein Jahr später hatte sie mit der aus dem gleichnamigen Album ausgekoppelten Single Stepping Stone einen Top-20-Hit. Aber der große Erfolg blieb ihr auch hier versagt. Ihr nächstes Album, Green Eyed Soul, wurde erst 2004 in Eigenregie in ihrem Heimstudio produziert und auf ihrem eigenen Plattenlabel „Skinny WhiteGirl Records“ veröffentlicht. Es enthielt im Gegensatz zu den Vorgängern vorrangig Musik aus den Bereichen Soul und Pop. 2007 folgte das Album My First Affair mit Broadway- und Musical-Songs.
White konnte für ihre Arbeit drei Grammy Awards in der Kategorie „Best Southern, Country or Bluegrass Gospel Album“ in Empfang nehmen. Sie gewann den Preis jeweils für ihre Mitwirkung an den Kompilationen Amazing Grace: A Country Salute to Gospel (1996), dem Nachfolger Amazing Grace 2 (1998) sowie 1999 für den Soundtrack zu Apostel!.
White hat sich seit Ende der 1990er Jahre einen Namen als Produzentin gemacht. So verantwortete sie unter anderem die Alben Let Them Be Little (2005) von Billy Dean und White Trash With Money (2006) von Toby Keith. Zu Whites letzten Produktionsarbeiten gehört My Stupid Heart für Shawn Mullins, das 2015 veröffentlicht wurde.
Neben ihrer musikalischen Karriere betätigte sich White als Schauspielerin. So wirkte sie in dem 2000 entstandenen Kinofilm Cast Away – Verschollen neben Tom Hanks in einer kleinen Nebenrolle als Künstlerin Bettina Peterson mit. Eine weitere kleine Rolle folgte 2010 in Country Strong neben Gwyneth Paltrow und Tim McGraw.
Im Februar 2017 erschien nach gut zehn Jahren CD-Pause die Doppel-EP Old Friends, New Loves, die durch eine Crowdfunding-Kampagne finanziert wurde. Das Werk enthält sowohl neue Songs als auch Neuaufnahmen einer Auswahl von Hits und Album-Tracks. Als Stargäste sind unter anderem Suzy Bogguss, Delbert McClinton und Lee Roy Parnell zu hören.
Nur wenige Monate später, im September 2017, wurde bei White Bauchfellkrebs diagnostiziert. Knapp vier Monate später erlag sie der bereits fortgeschrittenen Erkrankung. Zuvor waren bei einer weiteren Crowdfunding-Aktion über 100.000 Dollar für die Krebsbehandlung gesammelt worden. White hinterlässt ihren Ehemann, den Songschreiber Chuck Cannon, und drei Kinder.

## Diskografie

### Studioalben
| Jahr | Titel Musiklabel            | Höchstplatzierung, Gesamtwochen, AuszeichnungChartplatzierungen (Jahr, Titel, Musiklabel, Platzierungen, Wochen, Auszeichnungen, Anmerkungen) | Höchstplatzierung, Gesamtwochen, AuszeichnungChartplatzierungen (Jahr, Titel, Musiklabel, Platzierungen, Wochen, Auszeichnungen, Anmerkungen) | Anmerkungen |
| Jahr | Titel Musiklabel            | US | Country | Anmerkungen |
| ---- | --------------------------- | --- | --- | ----------- |
| 1994 | Wishes RCA                  | US125 Gold · (19 Wo.)US | Country24 (57 Wo.)Country |             |
| 1996 | Don’t Fence Me In RCA       | — | Country53 (6 Wo.)Country |             |
| 1998 | Stepping Stone Lyric Street | — | Country50 (6 Wo.)Country |             |

Weitere Studioalben
- 1993: Lead Me Not
- 2004: Green Eyed Soul
- 2007: My First Affair
- 2017: Old Friends, New Loves

### Kompilationen
- 1997: The Best of Lari White

### Singles
| Jahr | Titel Album                                      | Höchstplatzierung, Gesamtwochen, AuszeichnungChartplatzierungen (Jahr, Titel, Album, Platzierungen, Wochen, Auszeichnungen, Anmerkungen) | Höchstplatzierung, Gesamtwochen, AuszeichnungChartplatzierungen (Jahr, Titel, Album, Platzierungen, Wochen, Auszeichnungen, Anmerkungen) | Anmerkungen |
| Jahr | Titel Album                                      | US | Country | Anmerkungen |
| ---- | ------------------------------------------------ | --- | --- | ----------- |
| 1993 | What a Woman Wants Lead Me Not                   | — | Country44 (12 Wo.)Country |             |
| 1993 | Lead Me Not                                      | — | Country47 (16 Wo.)Country |             |
| 1993 | Lay Around and Love on You Lead Me Not           | — | Country68 (4 Wo.)Country |             |
| 1994 | That’s My Baby Wishes                            | — | Country10 (20 Wo.)Country |             |
| 1994 | Now I Know Wishes                                | — | Country5 (20 Wo.)Country |             |
| 1995 | That’s How You Know (When You’re in Love) Wishes | — | Country10 (20 Wo.)Country |             |
| 1995 | Ready, Willing and Able Don’t Fence Me In        | — | Country20 (20 Wo.)Country |             |
| 1996 | Wild at Heart Don’t Fence Me In                  | — | Country52 (7 Wo.)Country |             |
| 1998 | Stepping Stone                                   | US73 (12 Wo.)US | Country16 (20 Wo.)Country |             |
| 1999 | John Wayne Walking Away Stepping Stone           | — | Country64 (5 Wo.)Country |             |

Weitere Singles
- 1988: Flying Above the Rain
- 1995: Amazing Grace
- 2004: Nothing but Love

## Filmografie
- 1988: Dämon der Finsternis (The Unholy)
- 1994: XXX’s & OOO’s
- 2000: Cast Away – Verschollen (Cast Away)
- 2004: No Regrets
- 2010: Country Strong